# 우대신
우대신(일본어: 右大臣 우다이진[*])은 일본 태정관의 관직의 하나이다. 당명은 우후(右府), 우승상(右丞相), 우상국(右相国), 우복야(右僕射), 태보(太保). 훈독은 미기노오이모우치기미(みぎのおおいもうちぎみ)·미기노오토도(みぎのおとど). 위계는 정·종이위(正・従二位).
689년에 아스카기요미하라 령으로 태정관 체계의 성립과 함께 처음 등장하였고 그 지위는 702년의 다이호 율령으로 확립되었다. 초기의 태정관은 태정대신과 좌대신, 우대신의 세 명의 장관으로 구성되었다.
우대신은 태정관의 모든 조직들을 감독하였다. 우대신은 좌대신의 부관으로, 좌대신이 부재하는 경우에 그 직무를 대행하였다.
10세기와 11세기에 거쳐 후지와라 씨의 권력이 강화되면서 우대신의 지위는 태정관과 더불어 점차 힘을 잃어갔다. 태정관 체계는 12세기 말에 미나모토노 요리토모가 귀족들로부터 국가의 통치권을 빼앗으면서 완전히 힘을 잃었다. 그러나 태정관 체계는 메이지 시대에 공식적으로 폐지되기 전까지 명맥을 유지하였다.

## 같이 보기
- 태정관
- 공경
- 섭관
- 공가
- 일본 궁내청